# 프린스에드워드아일랜드주
프린스에드워드아일랜드주(영어: Province of Prince Edward Island, 프랑스어: Île-du-Prince-Édouard)는 캐나다 대서양 연안에 있는 주로 주도는 샬럿타운이다.
세인트로렌스만의 프린스에드워드섬(Prince Edward Island)으로 이루어져 있다. 캐나다에서 면적이 가장 작은 주이고, 준주를 제외하면 인구가 가장 작은 주이다.

## 역사

### 탐험과 초기 역사

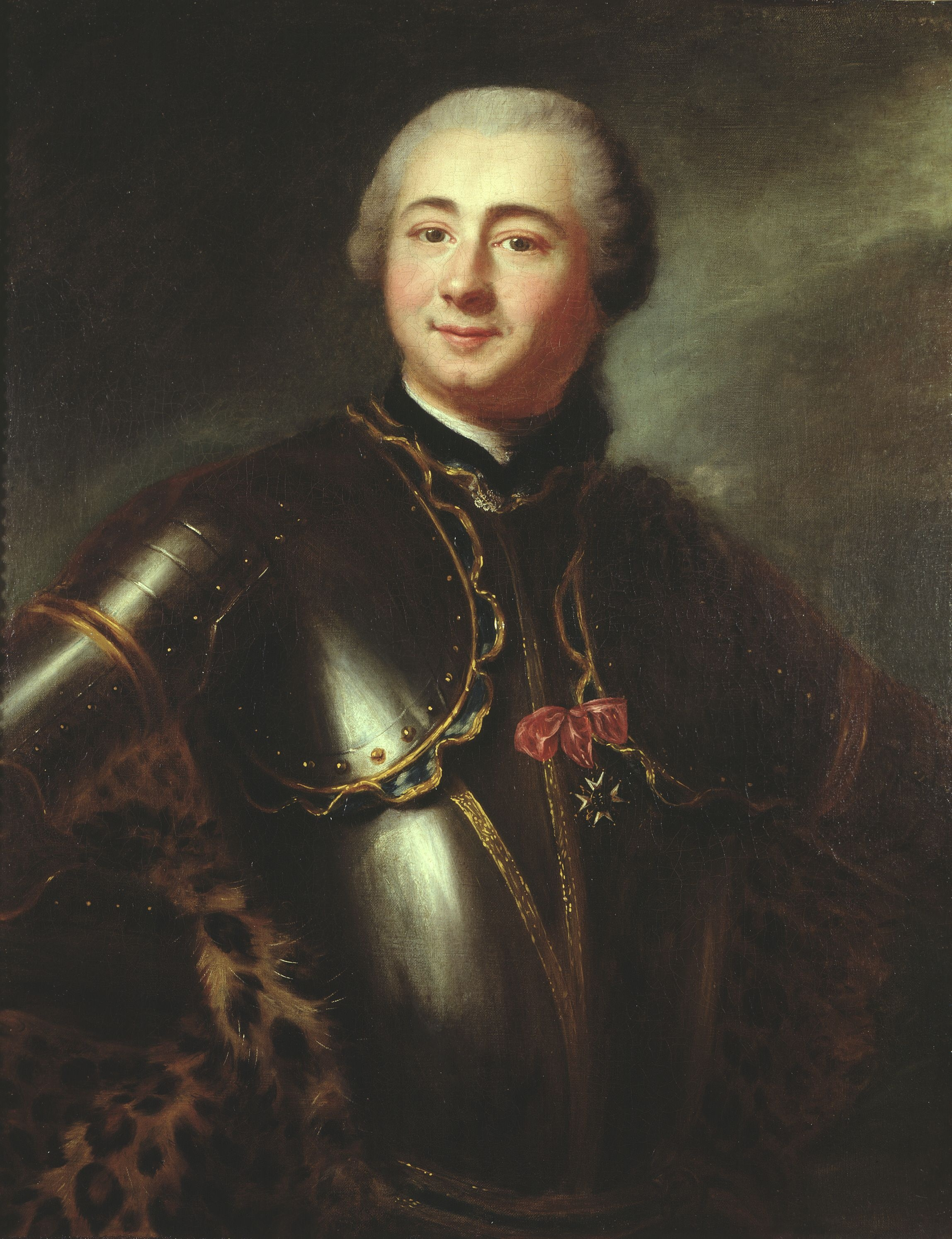
샤를 데샹 드 부아셰베르

현재 프린스에드워드아일랜드 주에 속하는 지대의 인디언들이 미크매크 족에 속하였다. 바이킹들이 기원후 1000년 경에 섬을 방문하였을 것이다. 1500년대 초반에 유럽에서 온 바스크인 선원들이 이곳에 상륙하였다. 1534년 6월 30일에 프랑스의 탐험가 자크 카르티에가 섬에 상륙하였다. 다른 프랑스의 탐험가 사뮈엘 드 샹플랭이 1603년 섬에 프랑스를 위한 주장을 하였다. 그는 일 생 장(아일 세인트 존)이라고 이름을 지었다. 섬은 아카디아의 프랑스 식민지의 일부가 되었다.
1720년 프랑스인들은 섬에 정착하기 시작하였다. 프렌치 인디언 전쟁이 일어나는 동안에 1758년 영국군이 지역을 차지하였다. 그들은 프랑스계 아카디안들의 대부분을 프랑스로 강제 소개시켰다. 1763년 파리 조약에서 프랑스는 섬을 영국에게 주었다. 영국은 이름을 세인트 존스 아일랜드로 바꾸고 노바스코샤의 일부로 만들었다.
1765년 식민지는 67개의 군구들로 나뉘었다. 1767년 이 군구들은 영국의 귀족, 사관과 공무원들에게 당첨에서 주어졌다. 영국인들은 지역을 개발시키는 데 이 지주들에 의지를 하였다. 약간의 지주들은 자신들의 재산을 향상시키는 데 약속을 지기고 대지 소유의 의문은 격렬한 정치적 논쟁들로 이끌었다. 1769년 세인트존스 아일랜드는 갈라진 영국의 식민지가 되었다. 영국은 1799년 이름을 프린스에드워드아일랜드로 바꾸었다.

### 자치적 정부
영국인들은 1851년 자신들의 지방적 정세들의 통치를 섬주민들에게 주었다. 1864년 프린스에드워드아일랜드, 노바스코샤와 뉴브런즈윅에서 온 사절단들이 해양 연합을 형성하는 논의를 하는 데 샬럿타운에 모였다. 오늘날 온타리오주와 퀘벡주에서 온 사절단들은 그들에게 가입하여 모든 지방들의 연방 연합을 제출하였다. 사절단들은 그해에 다시 퀘벡에서 다시 만났다. 이 회의는 1867년 7월 1일 캐나다 자치령을 위한 창조로 이끈 캐나다 연합의 계획을 작성하였다.
프린스에드워드아일랜드는 자차령에 가입하는 데 거부하였다. 주민들은 거대한 경제적 번영의 시기를 즐기고 연합을 필요하는 느낌이 들지 않았다. 추가로 그들은 큰 지방들이 새 정부에서 자신들의 작은 섬을 통치할 것 같은 위협에 놓였다.

### 연합의 회원

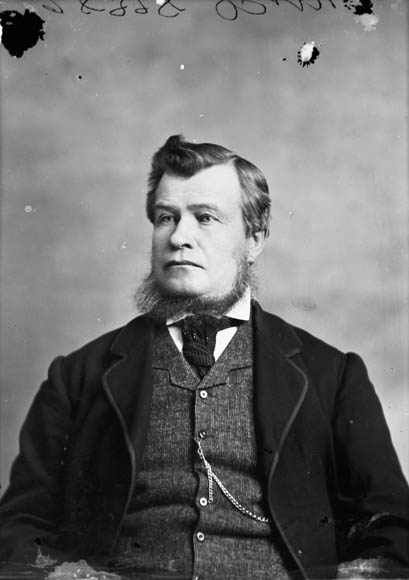
초대 주지사 제임스 포프

1870년대 초반에 프린스에드워드아일랜드 철도가 지어졌다. 결과로서 섬은 빚으로 떨어지고 주민들은 도움이 필요하다는 것을 깨달았다. 1873년 7월 1일 프린스에드워드아일랜드는 7번째 주로서 자치령에 가입하였다. 보수당 소속의 제임스 C. 포프가 연방에서 주의 초대 지사가 되었다.
불참한 대지 소유의 문제는 1875년 주 정부가 대지 매입령을 통과시킬 때까지 지속적으로 일어났다. 이 법령은 많은 지주들에게 그들의 재산을 팔도록 강요하고 주에게 재산을 사는 데 기금을 주었다. 주민들은 주로부터 대지를 사서 자신들의 농장들을 향상시켰다.
1800년대 후반 동안에 주의 작은 지방적 산업들은 캐나다 중부에서 더 큰 산업들과 경쟁하지 못하여 섬의 경제가 쇠퇴하였다. 프린스에드워드아일랜드 주의 한정된 세금으로부터 소득은 인구가 적어지면서 줄어들고 섬은 더욱 연방적 원조에 의지하게 되었다. 수천명의 섬 주민들이 이주해 버렸다. 그들은 캐나다의 어떤 다른 곳들과 미국에서 더욱 거대한 직업 기회들을 찾았다.
1920년대와 1930년대에 주는 교육, 보건과 공공 사업 같은 정부적 서비스들을 확장시켰다. 이 서비스들의 높은 비용들은 주의 재정적 문제들을 늘였다.

### 1900년대 중반
1941년 인구 조사국은 1891년 이래 프린스에드워드아일랜드 주에 첫 인구가 증가된 것을 보여주었다. 1940년대 동안에 주는 섬의 많은 붉은 점토 도로들의 포장하는 데 도움을 준 연방적 원조에서 큰 증가들을 받았다. 주에서 향상된 고속도로들은 시장들로 농산물과 수산물의 배달을 번영시키고, 도시와 시골 지역들 사이에 연락을 향상시고, 학교의 합동을 가능하게 만들었다.

### 경제적 개발
1969년에 시작된 연방적으로 후원된 경제적 개발 계획이 1984년에 결말지어졌다. 이 계획은 새로운 학교와 고속도로들을 위한 마련을 하고 농산물과 수산물을 위한 대로운 시장들을 열고 관광업을 확장시켰다. 그 계획은 또한 주에 어떤 작은 제조업 회사들을 끌어들이는 데 도움을 주었다. 주는 지속적으로 서비스업, 특히 관광업과 농산물에 의지하였다. 주는 또한 아직도 거대하게 연방적 경제 원조에 의지하고 있다. 프린스에드워드아일랜드 주는 또한 캐나다 전국에서 최저의 주와 개인당 소득들의 하나를 가졌다. 그러나 섬의 주민들은 편안한 생활을 만드는 데 도시 지구와 작은 공동체들 양쪽에서 주민들을 부여할 안정된 경제를 창조하는 데 일을 하고 있다.

### 1900년대 후반
1993년 노섬벌랜드 해협을 가로질러 프린스에드워드아일랜드 주와 뉴브런즈윅 주를 잇는 다리에 건설이 시작되었다. 컨페더레이션 다리로 불리는 이 다리가 1997년에 완공되었다.
그해 1월 자유당은 당수와 주지사로서 조지프 기즈의 뒤를 이으는 데 캐서린 콜벡을 선택하였다. 자유당원들은 3월에 총선을 이겨 그녀를 캐나다 역사상 최초의 여성 주지사로 만들었다. 콜벡은 1996년 당수와 주지사로서 사임을 하여 키스 밀리건이 양쪽의 지위들에서 그녀의 뒤를 이었다. 진보보수당이 11월에 총선을 이겼다. 그러고나서 보수당 지도자 패트릭 G. 빈스가 주지사로 되었다.

### 최근의 발전
2007년 프린스에드워드아일랜드 주의 자유당이 총선을 이겨 11년 간의 보수당 정부를 끝냈다. 자유당 지도자이자 조지프 기즈의 아들 로버트 기즈가 주지사로 되었으며, 그는 당시 33세였다.

## 경제

### 서비스업
서비스업은 프린스에드워드아일랜드 주의 국내 총생산의 대략 4분의 3을 차지한다. 이 산업들은 주의 노동자들의 대략 4분의 3을 고용한다. 많은 이 산업들은 주도인 샬럿타운에 있다.

### 농업

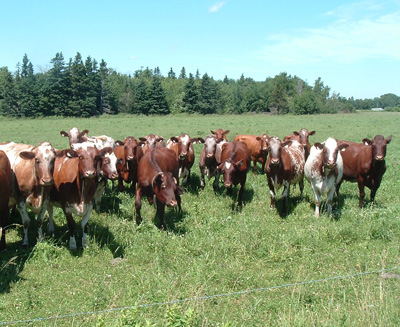
프린스에드워드아일랜드 주에서 사육되는 유용 쇼트혼종

농장 지대는 프린스에드워드아일랜드 주 내륙 지역의 거의 절반을 차지한다. 감자가 주요 수확물이며, 거의 감자 튀김으로 만들어지는데 지방 가공장들로 보내진다.
주에서 다른 중요한 수확물들은 보리, 블루베리와 채소를 포함한다. 폭이 넓은 밭들은 낙농업을 위한 건초를 생산한다. 가축은 육우와 젖소, 그리고 돼지를 포함한다.

### 제조업
농산물과 수산물의 가공업은 주의 제조업 소득의 거의를 차지한다. 항공기 부품들의 제조업도 또한 주요 산업이 되었다. 주에 있는 회사들은 또한 합성 금속 제품, 비료, 의학 기구, 인쇄 금속과 목재 제품들을 생산하기도 한다.

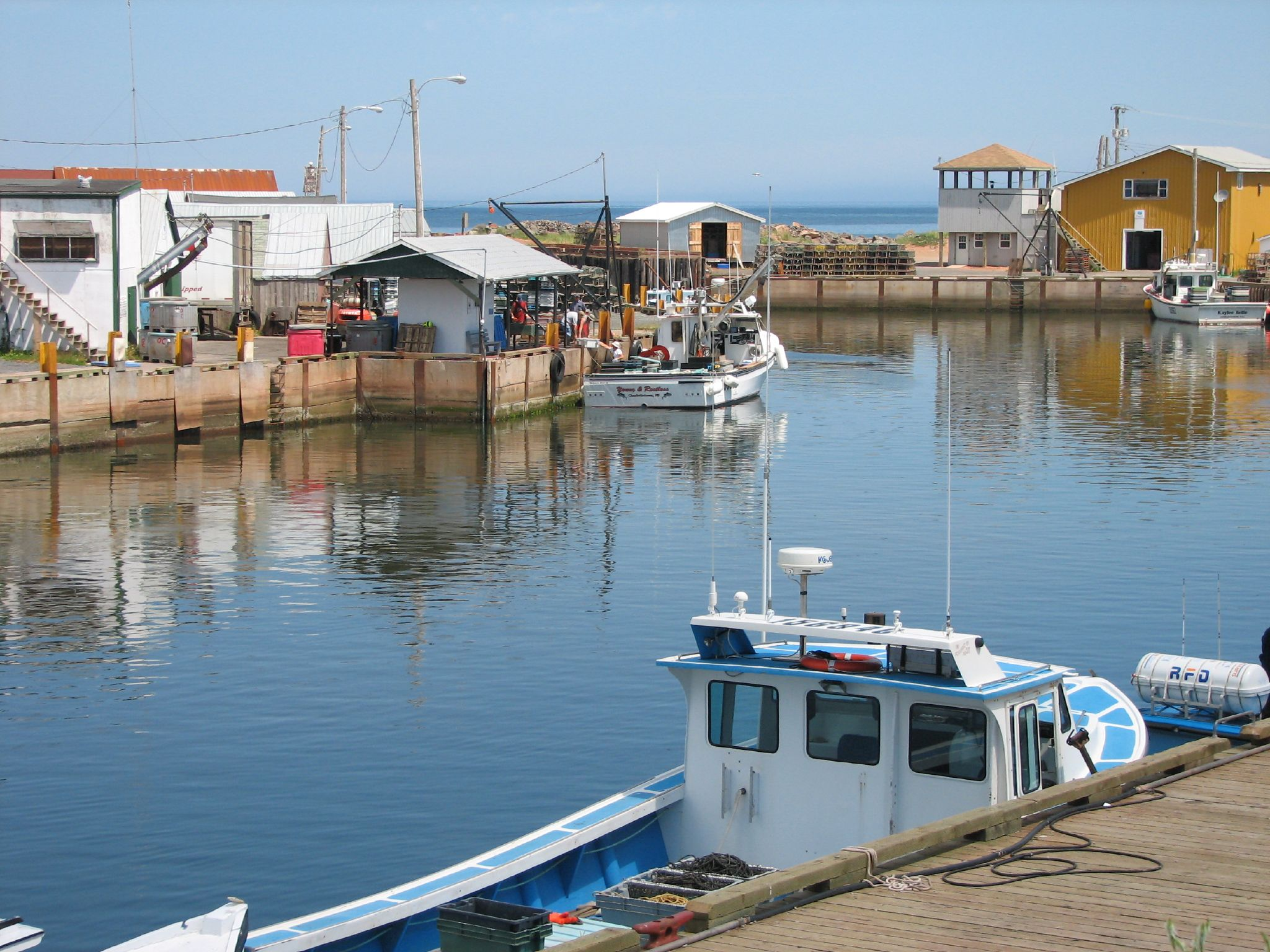
수산업은 프린스에드워드아일랜드 주의 주요 경제의 하나를 형성한다.

### 수산업
가재는 프린스에드워드아일랜드 주의 가장 중요한 잡이이다. 다른 잡이들은 게, 청어, 대서양고등어, 굴과 다랑어를 포함한다. 주는 캐나다의 양식된 홍합의 거의를 공급한다. 가치적인 상업적 해초인 진두발속의 홍조는 해안에서 경작된다.

## 주민

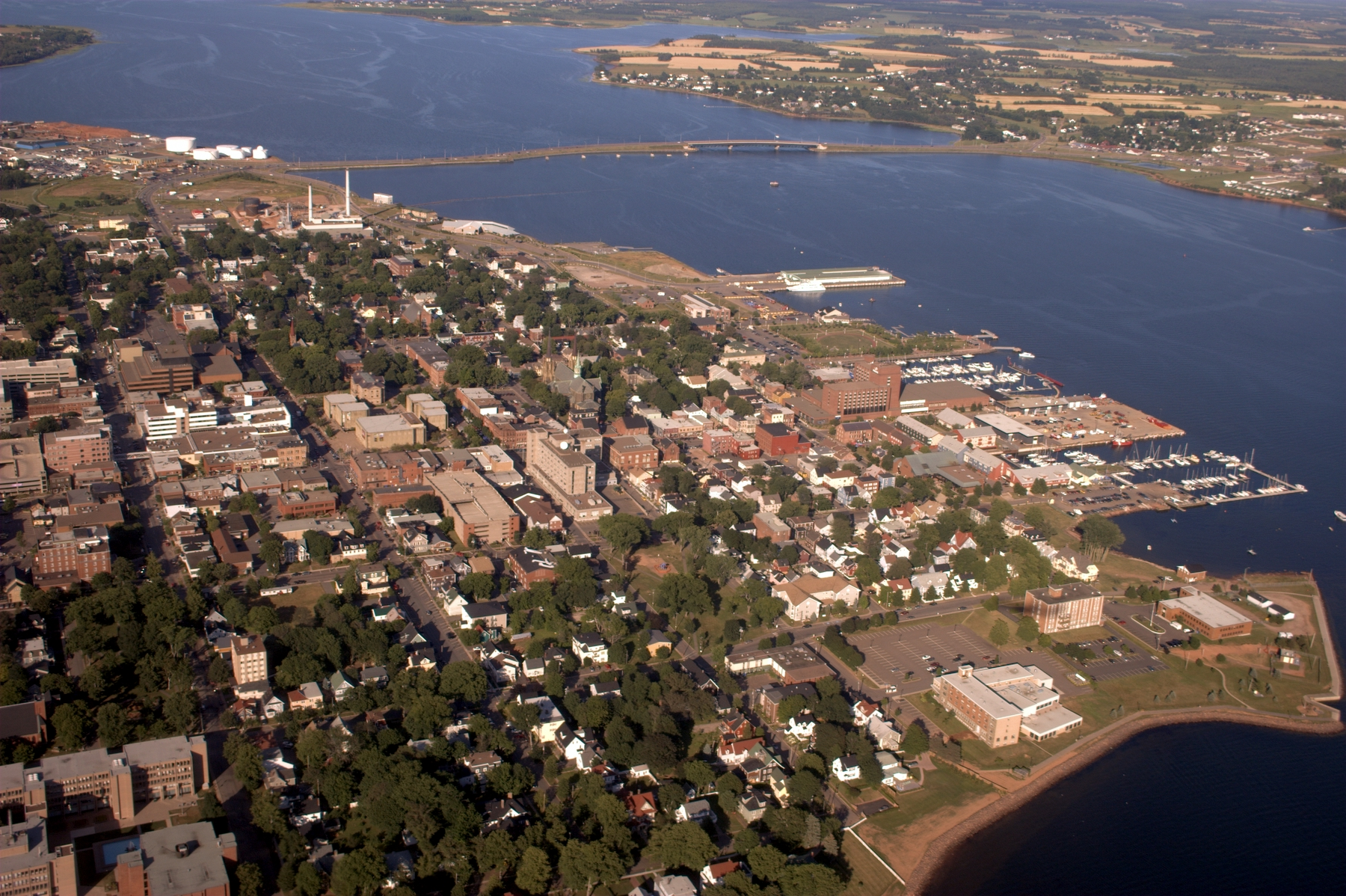
샬럿타운의 공중 조망

2006년 캐나다 인구 조사국은 프린스에드워드아일랜드 주의 인구가 135,851명이라고 보고하였다. 인구는 2001년으로 본 135,294명에서 1 퍼센트 이하로 증가되었다.
프린스에드워드아일랜드 주민의 대략 45 퍼센트는 도시 지역들에 산다. 대략 25 퍼센트는 샬럿타운에 산다. 섬머사이드는 주의 단 하나의 다른 도시이다. 프린스에드워드아일랜드 주는 각각 10,000명 이하의 주민들과 함께 한 대략 40개의 합병 타운들과 마을들이 있다.
주의 거의 모든 주민들은 캐나다에서 태어났다. 주민의 대부분은 영국 혹은 아일랜드 계통이며 거의 영어를 사용한다. 주민의 대략 4분의 1은 프랑스 혹은 아카디아인의 자손들이다. 프랑스어는 약간의 작은 공동체, 특히 주의 서부에 있는 에번젤린 지방에서 사용된다. 대략 450명의 미크매크 인디언들이 주에 있는 보호 구역들에 산다.

## 기후
| 샬럿타운 공항(1981–2010)의 기후 | 샬럿타운 공항(1981–2010)의 기후 | 샬럿타운 공항(1981–2010)의 기후 | 샬럿타운 공항(1981–2010)의 기후 | 샬럿타운 공항(1981–2010)의 기후 | 샬럿타운 공항(1981–2010)의 기후 | 샬럿타운 공항(1981–2010)의 기후 | 샬럿타운 공항(1981–2010)의 기후 | 샬럿타운 공항(1981–2010)의 기후 | 샬럿타운 공항(1981–2010)의 기후 | 샬럿타운 공항(1981–2010)의 기후 | 샬럿타운 공항(1981–2010)의 기후 | 샬럿타운 공항(1981–2010)의 기후 | 샬럿타운 공항(1981–2010)의 기후 |
| 월                              | 1월                             | 2월                             | 3월                             | 4월                             | 5월                             | 6월                             | 7월                             | 8월                             | 9월                             | 10월                            | 11월                            | 12월                            | 연간                            |
| ------------------------------- | ------------------------------- | ------------------------------- | ------------------------------- | ------------------------------- | ------------------------------- | ------------------------------- | ------------------------------- | ------------------------------- | ------------------------------- | ------------------------------- | ------------------------------- | ------------------------------- | ------------------------------- |
| 역대 최고 기온 °C (°F)          | 15.1 (59.2)                     | 13.3 (55.9)                     | 24.5 (76.1)                     | 26.7 (80.1)                     | 31.7 (89.1)                     | 32.2 (90.0)                     | 33.9 (93.0)                     | 36.7 (98.1)                     | 31.5 (88.7)                     | 27.8 (82.0)                     | 21.3 (70.3)                     | 16.7 (62.1)                     | 36.7 (98.1)                     |
| 일평균 최고 기온 °C (°F)        | −3.4 (25.9)                     | −2.9 (26.8)                     | 0.9 (33.6)                      | 7.2 (45.0)                      | 14.3 (57.7)                     | 19.4 (66.9)                     | 23.3 (73.9)                     | 22.8 (73.0)                     | 18.6 (65.5)                     | 12.3 (54.1)                     | 6.3 (43.3)                      | 0.5 (32.9)                      | 9.9 (49.8)                      |
| 일일 평균 기온 °C (°F)          | −7.7 (18.1)                     | −7.3 (18.9)                     | −3.1 (26.4)                     | 3.1 (37.6)                      | 9.2 (48.6)                      | 14.5 (58.1)                     | 18.7 (65.7)                     | 18.3 (64.9)                     | 14.1 (57.4)                     | 8.3 (46.9)                      | 2.9 (37.2)                      | −3.3 (26.1)                     | 5.7 (42.3)                      |
| 일평균 최저 기온 °C (°F)        | −12.1 (10.2)                    | −11.7 (10.9)                    | −7.0 (19.4)                     | −1.2 (29.8)                     | 4.1 (39.4)                      | 9.6 (49.3)                      | 14.1 (57.4)                     | 13.7 (56.7)                     | 9.6 (49.3)                      | 4.4 (39.9)                      | −0.5 (31.1)                     | −7.0 (19.4)                     | 1.3 (34.3)                      |
| 역대 최저 기온 °C (°F)          | −32.8 (−27.0)                   | −30.6 (−23.1)                   | −27.2 (−17.0)                   | −16.1 (3.0)                     | −6.7 (19.9)                     | −1.1 (30.0)                     | 2.8 (37.0)                      | 2.0 (35.6)                      | −0.6 (30.9)                     | −6.7 (19.9)                     | −17.2 (1.0)                     | −28.1 (−18.6)                   | −32.8 (−27.0)                   |
| 평균 강수량 mm (인치)           | 101.0 (3.98)                    | 83.2 (3.28)                     | 86.3 (3.40)                     | 83.7 (3.30)                     | 91.0 (3.58)                     | 98.8 (3.89)                     | 79.9 (3.15)                     | 95.7 (3.77)                     | 95.9 (3.78)                     | 112.2 (4.42)                    | 112.5 (4.43)                    | 118.1 (4.65)                    | 1,158.2 (45.60)                 |
| 평균 강우량 mm (인치)           | 34.1 (1.34)                     | 29.8 (1.17)                     | 44.1 (1.74)                     | 59.7 (2.35)                     | 87.2 (3.43)                     | 98.8 (3.89)                     | 79.9 (3.15)                     | 95.7 (3.77)                     | 95.9 (3.78)                     | 110.3 (4.34)                    | 93.0 (3.66)                     | 58.6 (2.31)                     | 887.1 (34.93)                   |
| 평균 강설량 cm (인치)           | 73.3 (28.9)                     | 58.3 (23.0)                     | 44.1 (17.4)                     | 24.4 (9.6)                      | 3.7 (1.5)                       | 0.0 (0.0)                       | 0.0 (0.0)                       | 0.0 (0.0)                       | 0.0 (0.0)                       | 1.7 (0.7)                       | 19.2 (7.6)                      | 65.6 (25.8)                     | 290.4 (114.3)                   |
| 평균 강수일수 (≥ 0.2 mm)        | 19.3                            | 15.7                            | 15.9                            | 15.3                            | 14.1                            | 13.2                            | 12.6                            | 11.7                            | 12.8                            | 15.0                            | 16.9                            | 19.8                            | 182.4                           |
| 평균 강우일수 (≥ 0.2 mm)        | 6.3                             | 5.0                             | 7.5                             | 11.6                            | 13.8                            | 13.2                            | 12.6                            | 11.7                            | 12.8                            | 14.6                            | 13.0                            | 8.6                             | 130.8                           |
| 평균 강설일수 (≥ 0.2 cm)        | 17.3                            | 13.7                            | 12.2                            | 6.4                             | 0.93                            | 0.0                             | 0.0                             | 0.0                             | 0.03                            | 1.0                             | 6.4                             | 15.3                            | 73.2                            |
| 평균 월간 일조시간              | 108.9                           | 109.1                           | 141.3                           | 148.2                           | 197.1                           | 219.8                           | 253.6                           | 219.0                           | 181.0                           | 123.9                           | 62.9                            | 75.8                            | 1,840.5                         |
| 가능 일조율                     | 38.8                            | 37.6                            | 38.3                            | 36.5                            | 42.5                            | 46.6                            | 53.2                            | 49.9                            | 47.9                            | 36.5                            | 22.1                            | 28.1                            | 39.8                            |
| 출처: Environment Canada        |                                 |                                 |                                 |                                 |                                 |                                 |                                 |                                 |                                 |                                 |                                 |                                 |                                 |

## 문화
루시 모드 몽고메리는 1874년 뉴런던에서 태어났다. 몽고메리가 1908년에 발표한 빨간 머리 앤은 매년 정기적으로 개최되는 샬럿타운 축제에서 무대에 올려지고 있다. 작폼에 등장하는 그린게이블스(초록지붕집)는 캐번디시에 실제로 소재한다.